# Elina Stefanowska
Elina Stefanowska z domu Owczarenko (ur. 10 września 1967 w Baku) – rosyjska koszykarka występująca na pozycji środkowej.

## Osiągnięcia
Na podstawie, o ile nie zaznaczono inaczej.
Drużynowe
- Mistrzyni Polski (1996, 1998, 1999, 2005)
- Wicemistrzyni:
  - Światowej Ligi FIBA (2004)
  - Polski (1997)
- Brąz mistrzostw Polski (1995)
- Zdobywczyni Pucharu Polski (2005)
- Uczestniczka rozgrywek:
  - Euroligi (1998/99, 2004/05)
  - Pucharu Ronchetti (1993–1995, 1996–1998)

Indywidualne
- Uczestniczka meczu gwiazd PLKK (2001, 2004)[2][3]
- Liderka PLKK w zbiórkach (2002)